# Derek Stockalper
Derek Stockalper (Vevey, 4 marzo 1984) è un ex cestista statunitense con cittadinanza svizzera, per molte stagioni capitano dei Lugano Tigers.
È il figlio di Dan Stockalper.

## Palmarès

### Club
- Campionato svizzero: 4

Lugano Tigers: 2009-10, 2010-11, 2011-12, 2013-14
- Coppa Svizzera: 3

Lugano Tigers: 2011, 2012, 2015
- Coppa di Lega: 2

Lugano Tigers: 2011, 2012
- Supercoppa svizzera: 1

Lugano Tigers: 2015

### Individuali
- Miglior giocatore svizzero del campionato SBL: 1

2013-14